# Torre de l'Àngel (Pontós)
La Torre de l'Àngel és un edifici de Pontós (Alt Empordà) declarat Bé Cultural d'Interès Nacional, inclòs a l'Inventari del Patrimoni Arqueològic i Paleontològic de Catalunya.
Es tracta d'una antiga torre de telègraf, construïda el segle xix, que es troba a uns 500 m del poble. Donada la seva ubicació al cim d'un turó, des de dalt de la torre hi ha una extraordinària vista sense obstacles d'una gran part de l'Empordà i del Pla de l'Estany, i també de les serralades que envolten aquestes dues comarques.

## Descripció
Les restes arquitectòniques conegudes com a Torre de l'Àngel es troben sobre un petit turó enmig d'una pineda esclarissada que l'envolta i amaga parcialment. Es tracta d'una torre telegràfica òptica de mitjans del segle xix, de planta quadrada (6 m d'amplada per 6 m de llargada) i de planta i dos pisos. L'edifici va ser construït com a part de la línia de telegrafia òptica civil La Jonquera - Barcelona, segurament pels volts de 1850, i actualment és de les poques torres que queden. La torre fou construïda aprofitant materials d'una construcció més antiga que podria ser una torre de guaita medieval o les restes d'una ermita del segle xv dedicada a l'Àngel Custodi, de la qual li provindria el nom. Amb motiu de les obres, l'any 2005, de consolidació i restauració de la torre telegràfica del segle xix, per part dels Serveis tècnics de la Diputació de Girona, es va dur a terme un control arqueològic. El resultats de la intervenció van permetre constatar que la torre havia estat construïda gairebé sense fonaments i directament sobre un estrat argilós de molta potència, absolutament estèril i corresponent a nivells naturals i no antròpics. L'any 2006, va ser objecte d'una excavació arqueològica que va permetre documentar, a l'interior de la torre, quatre murs, fets de pedres lligades amb morter, de 0,4 m d'amplada, que dibuixaven un quadrat concèntric respecte les parets de la torre. A l'exterior de la torre es va documentar un mur, orientat nord-sud, d'uns 3 metres de llargada, que quedava tallat en l'extrem de llevant pel camí d'accés a la torre. Ambdós estructures, de cronologia i funcionalitat desconeguda, després de la intervenció, van ser desmuntades per tal de continuar amb l'obra d'aquesta torre de telegrafia òptica L'estudi realitzat durant la restauració fa pensar, més aviat, que es tractava d'una construcció de caràcter agrícola. Va arribar al segle XXI mig enrunada i va ser restaurada l'any 2007 per la Diputació de Girona.